# Because of you (w-inds.の曲)
「Because of you」（ビコーズ・オブ・ユー）は、2002年8月21日にリリースされた日本の歌手グループw-inds.の、6枚目のシングルである。

## 解説
- オリコン初1位獲得作品である前作「Another Days」より約3か月ぶりのリリースで、同じくオリコン1位獲得作品。
- デビュー曲「Forever Memories」から前作「Another Days」まで、w-inds.作品・全シングルの全楽曲における作詞・作曲・編曲を手がけて来た葉山拓亮から離れ、新たな作家陣によって制作された。
- 作曲・編曲には、1stアルバム『w-inds.〜1st message〜』収録曲「Love you anymore」に引き続き、・原一博を再起用。また作詞には、後のw-inds.作品のクレジットに最も多く名を連ねることになるshungo.を初起用、収録曲すべての作詞を手掛けている。
- シングル曲として、Rapパートを初導入した。
- カップリング曲「close to you」は、外国人作家による初提供作品。
- 第44回日本レコード大賞金賞受賞曲。
- 2002年9月2日『HEY!HEY!HEY! MUSIC CHAMP』に出演。

### 初回特典
- オリジナルB2ポスター

## 収録曲
1. Because of you
（作詞:shungo. / 作曲・編曲:原一博）
2. close to you
（作詞:shungo. / 作曲:Curt Frasca, Matt Goss, Rick Kelly / 編曲:BANANA ICE）
3. Because of you 〜j'adore party style〜
（作詞:shungo. / 作曲:原一博 / Remix:planetcube）
4. Because of you （Instrumental）